# US Créteil HB
Union sportive Créteil Handball är en handbollsklubb från Créteil i Frankrike som bildades 1964 ur idrottsföreningen Union sportive de Créteil.

## Kända tidigare spelare
- Joël Abati (1995–1997)
- François-Xavier Houlet (–1990, 1994, 1996–1997)
- Mile Isaković (1988–1991, tränare: 2006–2008)
- Guéric Kervadec (1994–1997, 2002–2009)
- Pascal Mahé (1985–1992)
- Olivier Nyokas (2009–2014)
- Nedim Remili (–2016)
- Muhamed Toromanović (2014–)
- Denis Tristant (1988–1992)
- Ermin Velić (1989–1990, 1991–1994)